# Dragão de Wawel

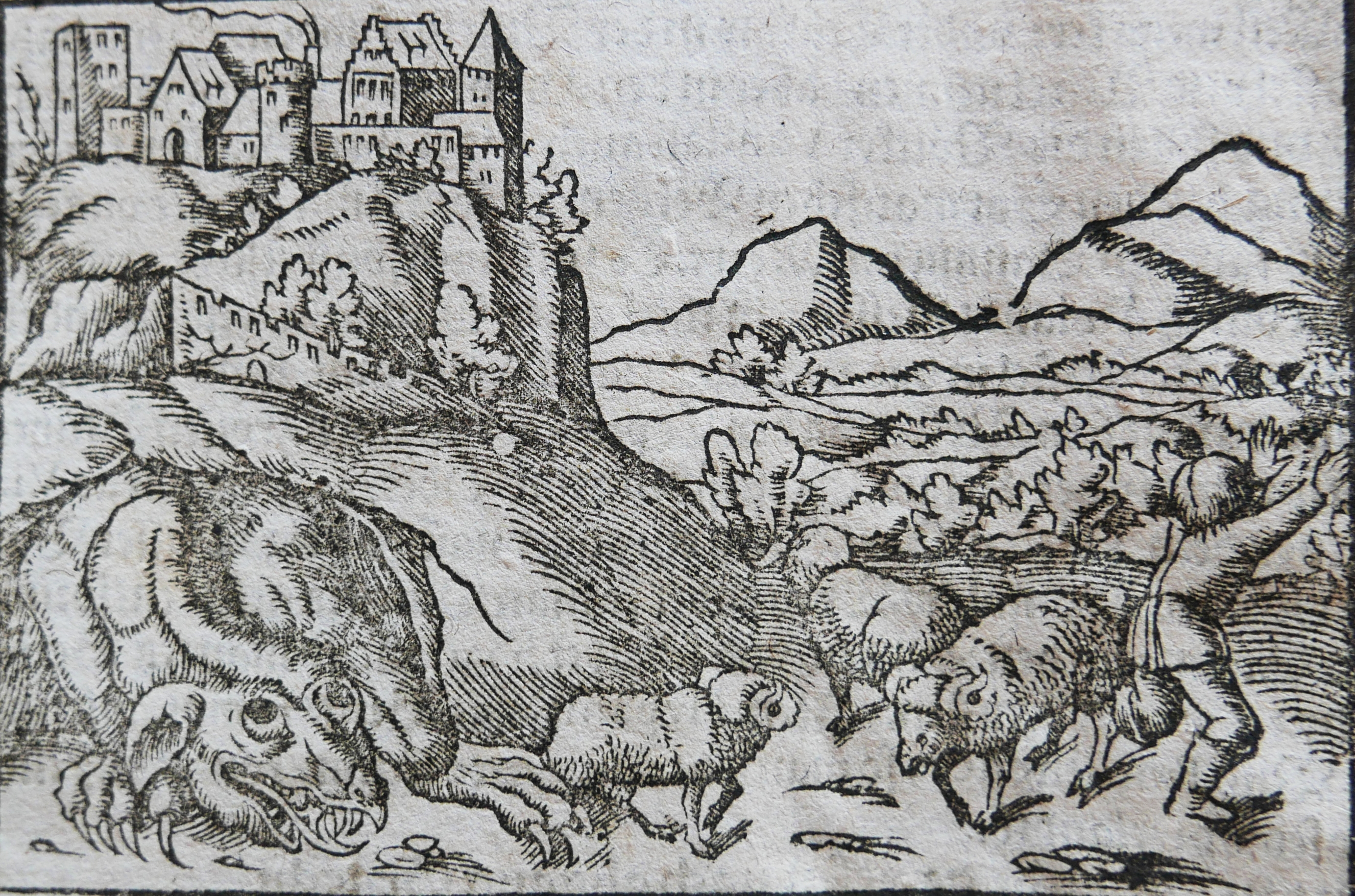
Dragão de Wawel, pintura de 1544.

O Dragão de Wawel (Smok Wawelski, em polonês) é uma das mais antigas e conhecidas lendas da Polônia.
Diz a lenda que após um longo período de prosperidade, a desgraça chega ao país do príncipe Krak (origem do nome da cidade "Cracóvia"). Os pastores começaram a dar falta de alguns de seus animais e depois desapareciam também moradores sem razão aparente. Isto tudo fica muito tempo inexplicável até o dia em que um jovem, indo pegar ervas na beira do Rio Vístula se aproxima do sopé da colina Wawel. Lá, ele vê ossos na beira do rio e um pouco mais longe, no rochedo da colina, ele percebe uma gruta e ao lado dela um dragão enorme e pavoroso que repousava tranquilamente ao sol. Seu corpo era coberto de escamas verde-amarelas reluzentes e com patas imensas como troncos.
A novidade se espalha entre os habitantes. Então o príncipe Krak faz vir o garoto ao castelo contar sua aventura. Em seguida, ele reúne seus conselheiros e cavaleiros mais valentes para debater o problema e achar uma solução.Todas as tentativas de matar o monstro são em vão, muitos cavaleiros não voltariam. Quando todos perderam a esperança de rever os bravos cavaleiros, o príncipe Krak promete: Aquele que libertar a vila do dragão, cavaleiro ou não, terá a mão da princesa Wanda e metade do reino. Logo, vários príncipes e cavaleiros chegam ao castelo de Krak mas ninguém consegue vencer a besta. Então o príncipe decide enfrentar o monstro; mas os preparativos do combate foram interrompidos por um pobre sapateiro chamado Skuba, de rosto doce e cabelos loiros, que diz ter encontrado um meio de liquidar o dragão.
O jovem pede ao príncipe um carneiro bem gordo. Ele mata o animal e o abre para enche-lo com uma mistura de enxofre e alcatrão. À noite, durante o sono do dragão, ele deixa o falso carneiro na entrada da gruta. De manhã, uma violenta explosão acorda todos os habitantes da vila. Depois de ter engolido o carneiro o monstro teve uma sede terrível, desceu ao rio e bebeu tanta água que sua barriga explodiu e os pedaços do seu corpo cobriram toda a região. E assim o reino de Krak foi libertado do perigo e o aprendiz de sapateiro, naturalmente, casou com a bela princesinha Wanda e foram felizes para todo o sempre.
A gruta onde morava a besta foi nomeada Gruta do Dragão e existe até hoje, sendo um local turístico, em Cracóvia na Polônia. Há uma estátua do dragão logo na saída da caverna, e solta fogo pela boca de 5 em 5 minutos, ou quando se envia um SMS com o texto "SMOK" para o número 7168.
O dragão de Wawel e outras lendas polonesas, livro de Letícia Wierzchowski, narra a lenda em português.